# Rrajcai ősbükkös
A rrajcai ősbükkös (albánul: pyjet e vjetra të ahut në Rrajcë) 1996 óta természetvédelem alatt álló terület Albánia keleti részén, a Bustrica-patak felső folyásánál, az észak-macedón határvidéken. 2008 óta a Shebenik–Jabllanica Nemzeti Park, 2017 óta pedig a Kárpátok és más európai régiók ősbükkösei elnevezésű természeti világörökségi helyszín része.

## Leírása
A 2129,45 hektáron elterülő és 2569,75 hektáros védőövezettel rendelkező világörökségi helyszín a Shebenik–Jabllanica Nemzeti Park területének 6,3%-át foglalja el, 700 és 2200 méter közötti tengerszint feletti magasságban. Az ősbükkös a 2250 méter magas Shebenik csúcsának közelében eredő Bustrica-patak felső völgyét övezi, de a területen több további csermely és 14 kisebb glaciális tó is található. A relatíve magas reliefenergiának és a nehéz megközelíthetőségnek köszönhetően – amelyet az észak-macedón államhatár közelsége miatti zárt jellege is elősegít – a rrajcai ősbükkös Albánia reliktumterületeinek egyike, ahol a faállomány egyedeinek életkora a 180 évet is elérheti. Bár néhány kisebb gyalogösvény elvezet az ősbükköshöz, ezeket 2016-ban csak a nemzeti park dolgozói, illetve külön engedéllyel rendelkező kutatók használhatták. Egyes hétvégéken vagy munkaszüneti napokon 3-5 fős csoportok engedélyt kapnak a terület meglátogatására, de a nemzeti park személyzetének kíséretében.
A változatos geológiai felépítésű, paleozóos kőzetekben bővelkedő terület a balkáni hegyvidéki, a mediterrán és a kontinentális európai ökorégiók határterületén fekszik. A kontinentális hatás alatt álló mediterrán éghajlatú terület éves átlaghőmérséklete 7 és 10 Celsiu-fok között alakul, az átlagos éves csapadékmennyiség 1300 és 1800 milliméter között mozog. A talajtípusok változatosak: az alacsonyabban fekvő területeken az öntéstalaj az uralkodó, amely az Ohridi-tóhoz közeledve a glejesedés különböző fázisait mutatja. Az öntéstalaj-övezetek peremére a hegyi patakok eróziós munkájának következtében lejtőhordalék-talaj települt. A terület nyugati részének hegyein és völgyeiben a részben mezőgazdasági művelés alatt álló krómos luvizol, a magasabb hegyvidéken pedig a kristályos sziklatömbök mállástermékeként létrejött kambizol a jellemző.
Az erdőállomány uralkodó fafaja az európai bükk (Fagus sylvatica), amely a makedón jegenyefenyővel (Abies borisii-regis), a balkáni selyemfenyővel (Pinus peuce)  és a lisztes berkenyével (Sorbus aria) elegyes társulásokat alkot. Bár a bükkös jelleg 1230 méteres tengerszint feletti magasságtól igazán jellemző, a bükkök meghódították a keskeny patakvölgyet is, ahol az említett fafajok mellett a közönséges jegenyefenyő (Abies alba) is megtalálható. Az alacsonyabban fekvő területek tipikus fajai a macedón tölgy (Quercus trojana), a kocsánytalan tölgy (Quercus petraea),  a csertölgy (Quercus cerris), a keleti gyertyán (Carpinus orientalis), a komlógyertyán (Ostrya carpinifolia), az opáljuhar (Acer opulifolium), a mezei juhar (Acer campestre), a virágos kőris (Fraxinus ornus), a húsos som (Cornus mas) és az európai mogyoró (Corylus avellana). A területen élő növényfajok közül huszonhárom az albániai, kettő az európai vörös listán szerepel veszélyeztetett státusszal. Nyolc faj endemikus Albániában, további hét pedig a Balkán-félszigeten.
Az itt élő állatfajok közül tizennégy veszélyeztetett Albániában. Jellemző emlősfajok a barna medve (Ursus arctos), a szürke farkas (Canis lupus), a balkáni hiúz (Lynx lynx balcanicus), a vadmacska (Felis silvestris), az európai vidra (Lutra lutra), a balkáni zerge (Rupicapra rupicapra balcanica), az erdei egér (Apodemus sylvaticus) és a keleti cickány (Crocidura suaveolens). A változatos ökoszisztémák számos madárfajnak adnak otthont, közülük kiemelkednek a szirti sasok (Aquila chrysaetos), a vándorsolymok (Falco peregrinus), a vörös vércsék (Falco tinnunculus), a héják (Accipiter gentilis), a karvalyok (Accipiter nisus), az egerészölyvek (Buteo buteo), a dolmányos varjak (Corvus cornix), a császármadarak (Bonasa Bonasia), a siketfajdok (Tetrao urogallus), a szirtifoglyok (Alectoris graeca), a fekete rigók (Turdus merula), a széki lilék (Charadrius alexandrinus) és a kis lilék (Charadrius dubius) állományai, de harkályok, búbos bankák, lappantyúk, nyaktekercsek, sármányok és füstös cinegék is fészkelnek a területen.